# Misión Orión a un asteroide
La Misión Orión a un Asteroide es una misión propuesta con destino a algún asteroide cercano a la Tierra usando la nave Orión estándar y un módulo de aterrizaje basado en el Altair.  Si se lleva a cabo, sería la primera misión tripulada más allá de la Tierra y la Luna y permitiría a la NASA desarrollar técnicas para proteger la Tierra de un impacto de tales objetos, así como la preparación de la primera expedición humana a Marte después de 2030.
La misión podría comenzar como cualquier misión del programa Constelación de alunizaje, con el lanzamiento de un Ares V cargando con el módulo de aterrizaje en una órbita baja terrestre, seguido por el lanzamiento de una nave Orión, con dos o tres personas a bordo (al contrario que las cuatro personas de las misiones lunares) en un cohete Ares I.  Una vez la nave Orión se acople con el módulo de aterrizaje y la Earth Departure Stage, la EDS encendería los motores de nuevo y propulsaría la nave Orión a un asteroide cercano a la Tierra, preferiblemente 99942 Apophis[cita requerida], donde entonces la tripulación podría aterrizar y explorar su superficie.
Una vez su tarea este completada, la nave Orión partirá del asteroide, y, al ir acercándose a las proximidades de la Tierra, se desprendería de tanto el Módulo de Servicio como del módulo de aterrizaje de forma similar a la misión Apolo 13 (p. ej. separando el módulo de servicio antes del módulo de aterrizaje) antes de entrar a la atmósfera para un amerizaje en el océano Pacífico.